# Тор (рід риб)
Tor — азійський рід прісноводних риб родини коропові (Cyprinidae).
Включає такі види:
- Tor ater  Roberts, 1999
- Tor barakae  Arunkumar & Basudha, 2003
- Tor dongnaiensis  Hoàng, Pham, Durand, Tran & Phan, 2015
- Tor douronensis  (Valenciennes, 1842)
- Tor khudree  (Sykes, 1839)
- Tor kulkarnii  Menon, 1992
- Tor laterivittatus  Zhou & Cui, 1996
- Tor mahanadicus  David, 1953
- Tor malabaricus  (Jerdon, 1849)
- Tor mekongensis  Hoàng, Pham, Durand, Tran & Phan, 2015
- Tor mosal  (Hamilton, 1822)
- Tor polylepis  Zhou & Cui, 1996
- Tor putitora  (Hamilton, 1822)
- Tor remadevii  Kurup & Radhakrishnan, 2011
- Tor sinensis  Wu, 1977
- Tor tambra  (Valenciennes, 1842)
- Tor tambroides  (Bleeker, 1854)
- Tor tor  (Hamilton, 1822)
- Tor yingjiangensis  Chen & Yang, 2004

Водяться в Афганістані, Пакистані, Непалі, Бутані, Індії, Шрі-Ланці, Бангладеш, М'янмі, Лаосі, Китаї (Юньнань), В'єтнамі, Камбоджі, Малайзії, Індонезії. Tor tambra і Tor tambroides можуть виростати до 1 м, Tor remadevii — до 1,75 м, Tor tor — до 2 м, а Tor putitora — до 2,75 м завдовжки.